# Europese kampioenschappen kunstschaatsen 1904
De Europese Kampioenschappen kunstschaatsen is een jaarlijks terugkerend evenement dat georganiseerd wordt door de Internationale Schaatsunie.
1902, 1903
In 1902 was het EK toegewezen aan Amsterdam, Nederland, waar het zou plaatsvinden op een natuurijsbaan op het Museumplein. Door het ontbreken van ijs werd het kampioenschap geannuleerd. Voor 1903 werd het EK eveneens aan Amsterdam toegewezen, en na wederom weer geen ijs in Nederland werd het kampioenschap naar Stockholm, Zweden verplaatst. Hier kwam maar één deelnemer opdagen en werd het kampioenschap wederom geannuleerd.
1904
De voortzetting van het EK kunstschaatsen voor mannen vond plaats op 16 en 17 januari 1904 in Davos, Zwitserland, tegelijk met het EK schaatsen voor mannen. Het was na 1899 de tweede keer dat het kampioenschap in Davos en Zwitserland plaatsvond. Het was de tiende editie van het toernooi.

## Historie
De Duitse en Oostenrijkse schaatsbond, verenigd in de "Deutscher und Österreichischer Eislaufverband", organiseerden zowel het eerste EK Schaatsen voor mannen als het eerste EK Kunstschaatsen voor mannen in 1891 in Hamburg, in toen nog het Duitse Keizerrijk, nog voor het ISU in 1892 werd opgericht. De internationale schaatsbond nam in 1892 de organisatie van het EK kunstschaatsen over. In 1895 werd besloten voortaan het WK kunstschaatsen te organiseren en kwam het EK te vervallen. In 1898, na twee jaar onderbreking, vond toch weer een herstart plaats van het EK kunstschaatsen.
De vrouwen en paren zouden vanaf 1930 jaarlijks om de Europese titel strijden. De ijsdansers streden vanaf 1954 om de Europese titel in het kunstschaatsen.

## Deelname
Er namen zes deelnemers, waaronder één vrouw, de Britse Madge Syers-Cave, uit vijf landen deel aan dit kampioenschap. Het Verenigd Koninkrijk en Rusland, door Nikolai Panin, werden dit jaar voor het eerst vertegenwoordigd op het kampioenschap.
Ulrich Salchow nam voor de vijfde keer deel aan het EK en voor Martin Gordan was het na zijn debuut in 1899 zijn tweede deelname aan het kampioenschap. Max Bohatsch en Heinrich Burger namen ook voor de eerste keer deel.
| Duitse Keizerrijk (2) Oostenrijk (1) Rusland (1) Verenigd Koninkrijk (1) Zweden (1) |

Jury
In de zevenkoppige jury zaten onder andere de Europees kampioenen Tibor von Földváry (1895) en Gustav Hügel (1901).

## Medaille verdeling
Ulrich Salchow, de Europees kampioen van 1898, 1899 en 1900, veroverde dit jaar zijn vierde Europese titel, het was zijn vijfde medaille, in 1901 eindigde hij op de derde plaats. Debutant Max Bohatsch eindigde op de tweede plaats. Nikolai Panin werd derde. Dit was de eerste EK medaille voor Rusland bij het kunstschaatsen.
| Discipline | Goud           | Zilver       | Brons         |
| ---------- | -------------- | ------------ | ------------- |
| Mannen     | Ulrich Salchow | Max Bohatsch | Nikolaj Panin |

## Uitslagen

### Mannen
pc/7 = plaatsingcijfer van 7 juryleden 
| Goud   | Ulrich Salchow (5) | Vlag van Zweden              | 8      |
| Zilver | Max Bohatsch       |                              | 13     |
| Brons  | Nikolaj Panin      | Vlag van Rusland             | 21     |
| 4      | Martin Gordan (2)  | Vlag van Duitse Keizerrijk   | 28     |
| -      | Heinrich Burger    | Vlag van Duitse Keizerrijk   | t.z.t. |
| -      | Madge Syers-Cave   | Vlag van Verenigd Koninkrijk | t.z.t. |

Medaillewinnaars

Mannen · 
Vrouwen ·
Paren · 
IJsdansen

Toernooi

1891 · 
1892 · 
1893 · 
1894 · 
1895 · 
1896-1897 · 
1898 · 
1899 · 
1900 · 
1901 · 
1902-1903 · 
1904 · 
1905 · 
1906 · 
1907 · 
1908 · 
1909 · 
1910 · 
1911 · 
1912 · 
1913 · 
1914 · 
1915-1921 · 
1922 · 
1923 · 
1924 · 
1925 · 
1926 · 
1927 · 
1928 · 
1929 · 
1930 · 
1931 · 
1932 · 
1933 · 
1934 · 
1935 · 
1936 · 
1937 · 
1938 · 
1939 ·
1940-1946 · 
1947 · 
1948 · 
1949 · 
1950 · 
1951 · 
1952 · 
1953 · 
1954 · 
1955 · 
1956 · 
1957 · 
1958 · 
1959 · 
1960 · 
1961 · 
1962 · 
1963 · 
1964 · 
1965 · 
1966 · 
1967 · 
1968 · 
1969 · 
1970 · 
1971 · 
1972 · 
1973 · 
1974 · 
1975 · 
1976 · 
1977 · 
1978 · 
1979 · 
1980 · 
1981 · 
1982 · 
1983 · 
1984 · 
1985 · 
1986 · 
1987 · 
1988 · 
1989 · 
1990 · 
1991 · 
1992 · 
1993 · 
1994 · 
1995 ·
1996 · 
1997 · 
1998 · 
1999 · 
2000 · 
2001 · 
2002 · 
2003 · 
2004 · 
2005 · 
2006 ·
2007 ·
2008 ·
2009 ·
2010 ·
2011 ·
2012 ·
2013 ·
2014 ·
2015 ·
2016 ·
2017 ·
2018 ·
2019 ·
2020 ·
2021 · 
2022 · 
2023 · 
2024 · 
2025

WK kunstschaatsen ·
WK kunstschaatsen junioren ·
Viercontinentenkampioenschap ·
Olympische Spelen